# Amazzoniano
L'Amazzoniano è l'ultimo dei tre periodi geologici di Marte. Si estende da circa 3 (1,8/1,5) miliardi di anni fa a oggi, comprendendo i due terzi della storia del pianeta e abbracciando, per confronto, dalla metà dell'Archeano terrestre, fino all'attuale. 

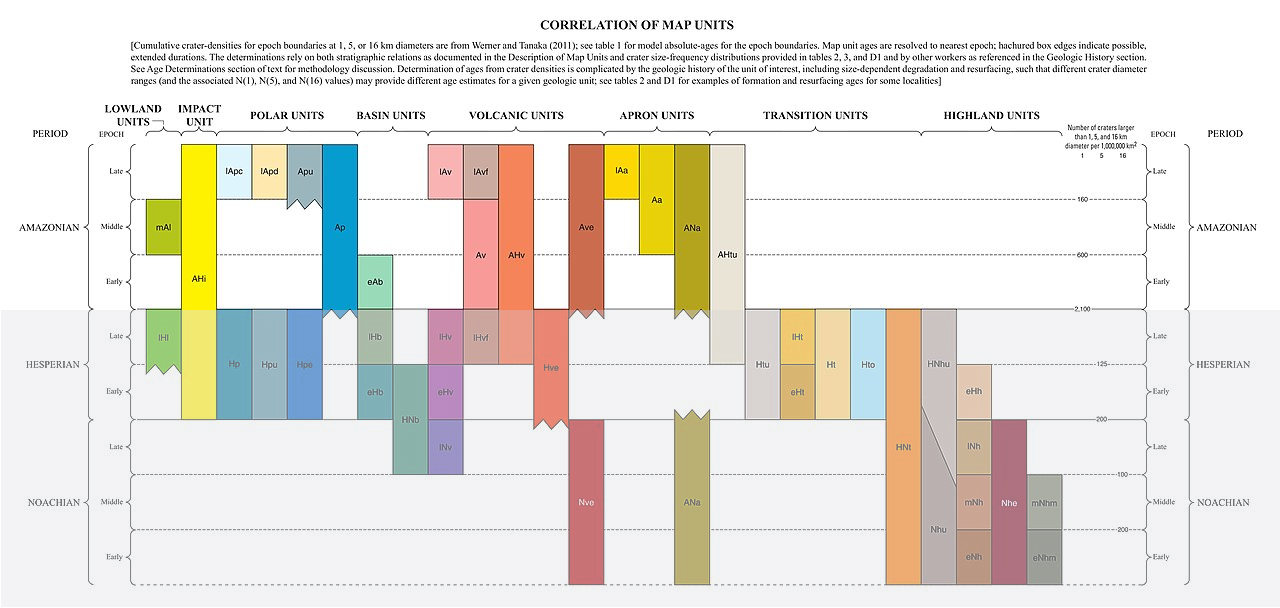
Correlazioni delle unità cartografiche presenti nella carta geologica di Marte al 20.000.000 rilasciata dalla USGS (2014). Si noti l'unità indicata dalla sigla Ave (di edificio vulcanico dell'Amazzoniano) con cui vengono contrassegnati i grandi edifici vulcanici presenti in Tharsis. L'immagine è stata modificata per esaltare le unità cartografiche dell'Amazzoniano.

Questo lasso temporale vede Marte con un ambiente freddo, secco e ossidante. Nonostante il lungo periodo, i cambiamenti geomorfologici superficiali sono rappresentati da processi di carattere modesto e sporadico della craterizzazione da impatto concentrato a livello regionale, della tettonica e del vulcanismo. Quest'ultimo assieme all'attività fluviale e glaciale suggeriscono che i tassi deposizionali di materiale e le quantità cumulative di modificazione geologica rispetto alle epoche dell'Esperiano, sono state significativamente ridotte, così come è avvenuto per i diminuiti tassi di erosione, avendosi comunque un costante degrado atmosferico in continuità con il periodo precedente.
Anche se limitate in una certa misura, le conseguenze dei bassi tassi deposizionali sono stati gli effetti di alcuni processi esogeni, come quelli glaciali ed eolici. Questi difatti si sono resi più evidenti rispetto alle precedenti epoche. Così caratteristiche distintive dell'Amazzoniano diventano le abbondanti prove dell'azione del ghiaccio, soprattutto nelle medie-alte latitudini e quei processi guidati dalle variazioni di obliquità dell'asse marziano, anche se probabilmente si sono verificati durante tutta la storia del pianeta. I depositi stratificati polari, per esempio, forniscono principalmente una registrazione degli eventi recenti, ma precedenti simili record probabilmente potrebbero essersi accumulati episodicamente ai poli per tutto il periodo e forse anche precedentemente come ad esempio, durante tutto l'Esperiano, nella Dorsa Argentea Formation, pur essendo stati successivamente modificati o eliminati.
L'ultima versione della carta geologica al 20.000.000 rilasciata dalla USGS (2014) riporta nell'Amazzoniano l'attività vulcanica che ha visto la costituzione delle maggiori strutture a scudo della regione di Tharsis, ossia gli Olympus, Alba, Ascraeus, Pavonis e Arsia Montes.

## Origine del nome
Il nome deriva dall'Amazonis Planitia.

## Caratteristiche

### L'attività vulcanica
Rispetto all'Esperiano, l'Amazzoniano ha visto una forte diminuzione delle attività geologiche, tra cui le eruzioni vulcaniche.

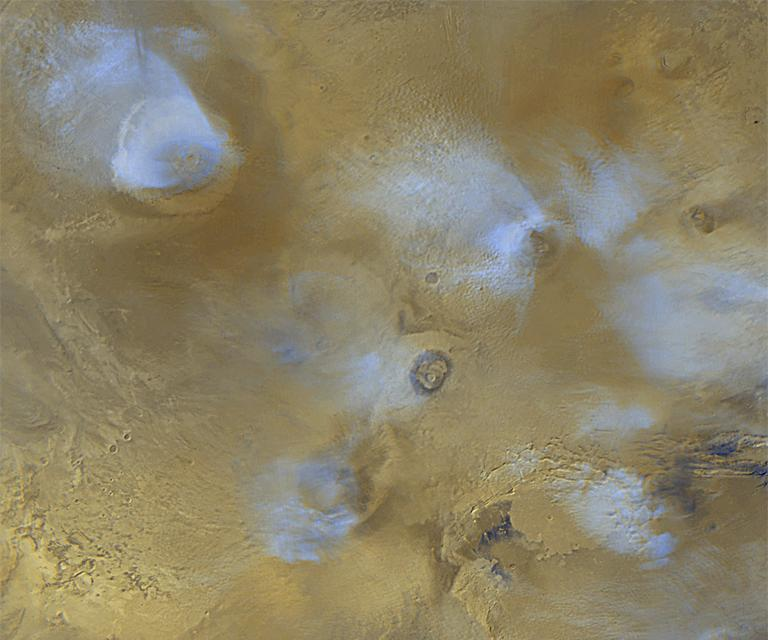
L'immagine mostra il bulge di Tharsis, dove sorgono una parte degli edifici vulcanici presenti su Marte accresciutisi nell'Amazzoniano assieme alle aree periferiche degli Elysium Mons.

L'attività endogena si è svolta in gran parte nella parte centrale e periferica di Tharsis, Elysium e di Alba Mons, dove sono continuati a crescere i grandi vulcani scudi e ad accumularsi le pianure laviche dal periodo precedente. Questo ha permesso di cartografare come unità di Edificio Vulcanico dell'Amazzoniano (simbologia Ave nella carta al 20.000.00 dell'USGS) i più grandi vulcani scudo. L'età dei materiali sepolti all'interno di questi edifici sono sconosciuti e potrebbero essere esperiani o addirittura precedenti, dato che le pianure laviche circostanti il rialzo di Tharsis risalgono almeno all'ultima epoca del Noachiano.
I volumi stimati dei depositi suggeriscono che i tassi medi di eruzione sono scesi da circa 1 km3/anno nell'Esperiano a circa 0,1 km3/ anno nell'Amazzoniano. Questi sono, tuttavia, tassi medi. Il raggruppamento delle età di craterizzazione da impatto, centrate soltanto ad alcune date, suggerisce che il tasso di eruzione era altamente episodico, osservazione supportata dalla natura episodica di formazione delle caldere sui principali vulcani a scudo.
Le estese pianure laviche dell'Amazzoniano vengono a essere morfologicamente distinte dalle equivalenti pianure dell'Esperiano. Queste (Lunae, Solis, Chryse, Hesperia, Syrtis Major, Hellas Planitia, ecc.) presentano in generale numerose creste corrugate e poche strutture di flusso primarie. Al contrario la maggior parte delle pianure dell'ultimo periodo presentano poche creste ma numerose strutture vulcaniche primarie riconducibili a fronti di flusso, canali di lava e linee di fori sulle sommità di tubi lavici. La scarsità delle creste possono riflettere la concentrazione di molti flussi dell'Amazzoniano nella zona centrale di Tharsis dove le sollecitazioni compressive dovute al rigonfiamento sono inferiori rispetto alle regioni periferiche, sebbene una delle pianure più giovani, Amazonis Planitia, periferica al rialzo, mostra poche creste di accavallamento. In alternativa la mancanza di creste corrugate potrebbe essere stata prodotta in una fase avanzata, a causa dell'ispessimento evolutivo della litosfera. Il contrasto in abbondanza delle creste nelle caratteristiche morfologiche del flusso primario è più difficile da comprendere, probabilmente a riflettere le differenze nelle proprietà della lava o nelle condizioni eruttive come il contenuto di volatili, la temperatura, lo stile di emissione (fessurazione oppure per sorgente puntiforme), pendenze regionali, ecc. Ad esempio, potrebbe essere correlato all'apparente stile di flusso basaltico delle pianure dell'Esperiano suggerito dalle larghezze dei dicchi riconosciuti rispetto ai volumi più piccoli che vengono spesso estrusi da edifici centrali, caratteristici dei bacini magmatici poco profondi.
Le età, pari a decine di milioni di anni, dei crateri da impatto per le superfici vulcaniche in Tharsis e Elysium e la cristallizzazione che arriva fino a 150 milioni di anni fa, ricavata dalle meteoriti marziani, suggeriscono che Marte è stato episodicamente attivo, sebbene con tassi bassi, in media sull'ordine dei centinaia di milioni di anni. In particolare una morfologia liscia e scura scoperta in Cerberus Fossae (presso Elysium Planitia), pensata essere un deposito vulcanico, verrebbe a indicare ancora una certa dinamicità degli agenti endogeni marziani. La conformazione geomorfologica si presenta ampia 13 km in larghezza, a goccia, e simmetrica lungo una fessura di emissione e potrebbe essere il risultato di un'eruzione di tipo piroclastico avvenuta circa 50 000 anni fa.

### L'attività glaciale
Il ghiaccio da acqua probabilmente ha svolto un ruolo significativo nel modificare il paesaggio per gran parte della storia di Marte anche se i suoi effetti sono più evidenti nell'Amazzoniano.
Si ipotizza l'esistenza di estesi depositi lasciati nelle zone di basso topografico durante le grandi inondazioni dell'Esperiano motivo per cui la circumpolare meridionale Argentea Dorsa Formation, potrebbe rappresentare un punto di raccolta di parte di quest'acqua. Depositi ricchi in ghiaccio coprono la maggior parte della superficie a latitudini medio-alte probabilmente presente anche in profondità a causa di glaciazioni verificatesi a livello sia locale sia regionale e in diversi luoghi, comprese le fasce subequatoriali. Inoltre, gran parte del ghiaccio attualmente ai poli sembra essersi accumulato nel tardo Amazzoniano.
Oggi a latitudini medio-alte il ghiaccio è instabile in superficie perché le temperature diurne estive salgono al di sopra del punto di gelo. Tuttavia, le fluttuazioni giornaliere della temperatura si attenuano rapidamente con la profondità, e la modellazione suggerisce che il ghiaccio d'acqua è stabile in molte località all'interno di un poche decine di centimetri di superficie con la profondità, variabile a seconda della latitudine e dell'inerzia termica dei materiali sovrastanti. A latitudini superiori ai 60°, misurazioni prodotte dallo spettrometro a raggi gamma e dei neutroni hanno rilevato ghiaccio a profondità di decine di centimetri sotto uno strato anidro, presenza confermata dal lander Phoenix trovando una tavola a pochi centimetri sotto la superficie. Tuttavia, la quantità rilevata dalle sonde in orbita e dai rover e lander in superficie tramite le loro misurazioni sono risultati di gran lunga superiori a quelle previste dai semplici modelli di diffusione del vapore di ghiaccio negli spazi dei pori della regolite, richiedendo o enormi quantità di depositi di ghiaccio per diffusione secondaria o depositi primari di neve e ghiaccio e formazione di superfici di sublimazione prodotti durante le variazioni climatiche per modifica dell'asse di rotazione oppure dell'orbita.
A latitudini molto inferiori ai 60°, depositi relativamente grandi di ghiaccio non vengono rilevate dagli spettrometri orbitanti sebbene indicatori geologici al suolo, come i terreni modellati e i fori per sublimazione, sono presenti fino a latitudini di 30°. Le osservazioni suggeriscono che potrebbero essere presenti quantità significative di ghiaccio vicino alla superficie fino a basse latitudini, come 25°-30°, a profondità troppo elevate per essere rilevate dagli spettrometri, o al di sotto delle diverse centinaia di chilometri di risoluzione di questi strumenti.

#### Il ghiaccio superficiale e cicli di obliquità di Marte

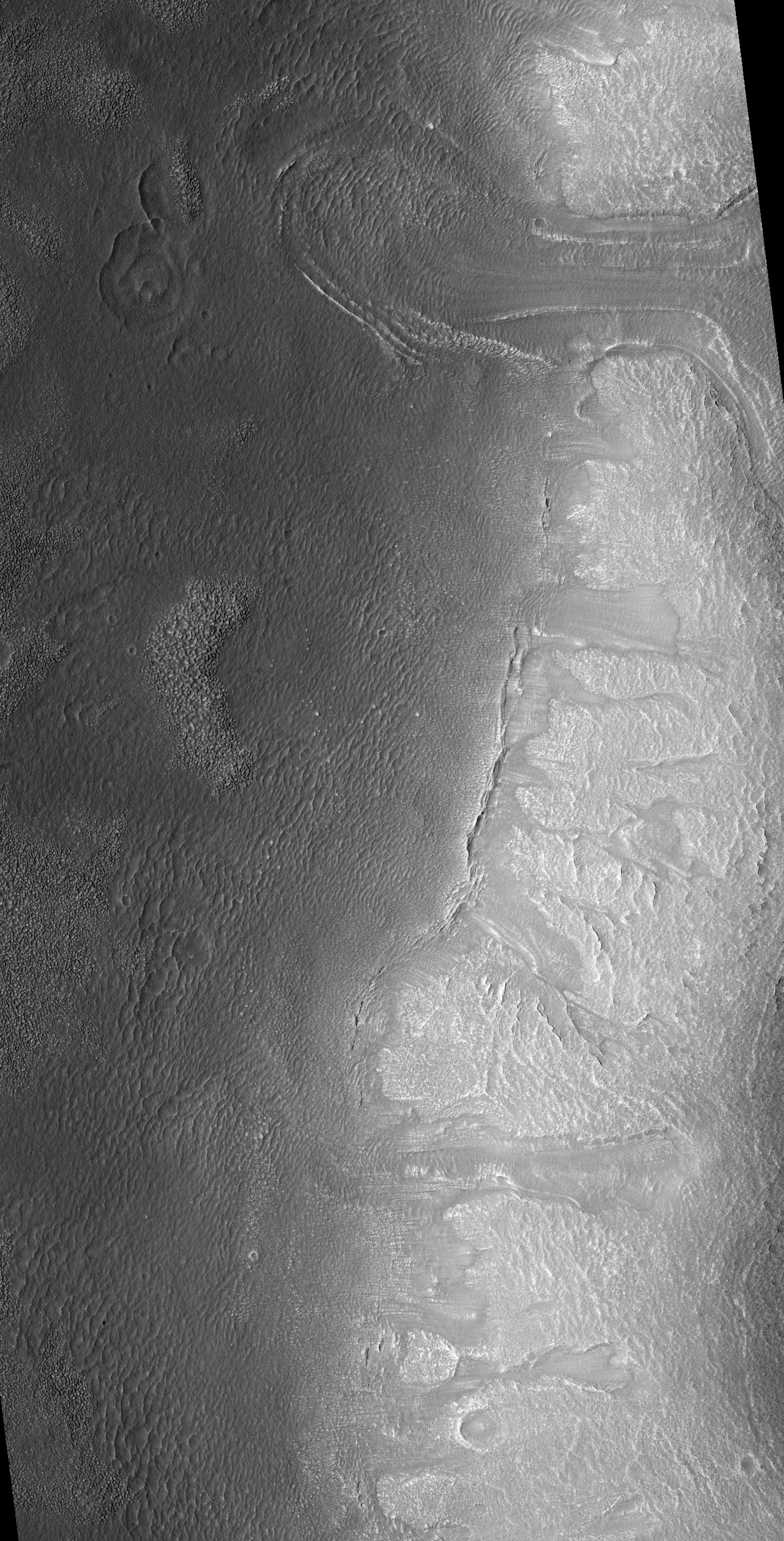
L'immagine di HiRISE sopra riportata mostra una mesa nella regione di Deuteronilus Mensae, posta lungo la dicotomia marziana. L'altura è circondata da coperture di detriti lobati forse ricchi in ghiaccio quasi puro, come dimostrato dallo strumento SHARAD. Sia la sommità della mesa sia la superficie delle coperture appaiono ricoperte da materiale ammantante, ricco di ghiaccio, caratteristico delle medie latitudini. Si pensa che siano stati depositati circa 10 milioni di anni fa durante un periodo di elevata obliquità. Ripresa effettuata il 9 marzo 2010.

Durante i periodi di elevata obliquità il ghiaccio tende a essere guidato dai poli verso le basse latitudini per essere ivi depositato. Il contrario verrebbe a verificarsi nei periodi di basse obliquità. Oggi l'inclinazione dell'asse sembra oscillare tra 15° e 35° circa, con una media attorno ai 24°, sebbene sia stato stimato che la media dell'obliquità nel tempo geologico sia stata di 40° con una probabilità del 63% che questa abbia raggiunto i 60° nell'ultimo miliardo di anni.
A obliquità più alte di 54° il tasso medio di insolazione ai poli è maggiore che all'equatore. La maggior parte dell'insolazione viene ricevuta durante i mesi estivi in cui i poli e le facciate dei pendii polari posti alle medie latitudini vengono costantemente illuminati, provocando così amplificazione dell'onda termica annuale penetrando maggiormente in profondità. Questo significa che il ghiaccio polare può essere facilmente mobilizzato durante i periodi di maggiore obliquità e trasportato verso l'equatore. Con l'obliquità attuale, il ghiaccio superficiale dovrebbe essere presente fino ai 40° di latitudine, ma gli indicatori glaciali indicano la presenza sino a latitudini prossime ai 30°, suggerendo che il ghiaccio al suolo si sia equilibrato con le più comuni condizioni di alta obliquità. È quindi probabile che l'attuale configurazione del ghiaccio polare possa essere atipica, per via della deposizione di ghiaccio a latitudini inferiori molto comune nell'Amazzoniano rispetto a quanto suggerito dalla sua configurazione attuale, un'interpretazione supportata dall'analisi statistica della storia dell'obliquità e dalle prove emergenti per significativi depositi di ghiaccio non polari sempre dell'Amazzoniano in molti depositi posti lontano alle latitudini e longitudini dei poli.
Nella maggior parte dei terreni dell'Amazzoniano, posti alle latitudine comprese tra i 30° e i 55° sono state osservate coperture costituite da un sottile strato (circa 10 m) di materiale, a formare una superficie tipicamente liscia laddove intatta, oppure finemente butterata laddove rimossa. Questo è stato interpretato come una miscela di polvere di ghiaccio, depositatasi in un'epoca recente di obliquità, superiore ai 0.4-2 milioni di anni fa, probabilmente ora in procinto di essere rimosso. Depositi simili a detriti lobati, adiacenti alla maggior parte dei pendii ripidi, sempre nelle fasce dei 30°–55° di entrambi gli emisferi, sono convincenti indicatori della presenza di ghiaccio.  Assieme a possibili morene glaciali di montagna, relitte e poste a latitudine inferiore potrebbero riflettere le variazioni date dall'obliquità sul clima durante vari episodi all'interno l'Amazzoniano, sebbene è da tenere in considerazione eventuali processi magmatici che potrebbero aver contribuito al cambiamento ambientale.
I ghiacciai si sono formati anche al di fuori delle fasce di latitudine dei 30°-55°, di età dell'Amazzoniano. Sui fianchi nord-ovest di Olympus Mons e degli altri grandi vulcani di Tharsis, diverse caratteristiche, tra cui flussi lobati e morfologie a ventaglio con margini finemente striati, suggeriscono che gli ex-ghiacciai hanno modificato le superfici lasciando estese morene sulle pianure adiacenti. Tale origine glaciale è supportata da studi di modellazione della circolazione generale dell'atmosfera che indicano che i fianchi dei vulcani a nord-ovest sono siti preferiti per la precipitazione del ghiaccio durante i periodi di elevata obliquità. Difatti modelli sui flussi glaciali, che utilizzano la posizione e la quantità di precipitazioni previste dai modelli di circolazione generale, producono depositi simili a quelli osservati sulla superficie.
I crateri da impatto sui depositi dei detriti sinora descritti hanno una vasta gamma di conservazione. Contado tutti i crateri sovrapposti, indipendentemente dal loro stato, si ottiene un'età dei flussi di diverse centinaia di milioni di anni, mentre i conteggi dei crateri piccoli e freschi danno una stima di alcuni milioni di anni. Tali conteggi indicano inoltre che i grembiuli di detrito lobato che rivestono le valli hanno iniziato a formarsi almeno diverse centinaia di milioni di anni fa e che i crateri sono stati episodicamente o continuamente soggetti a degrado per sublimazione e altri processi. I tassi di degrado sono tali che i crateri piccoli (attorno ai 0.5 km) sono conservati per milioni di anni.

### I depositi polari
Le stratificazioni sottili dei depositi polari forniscono la migliore registrazione, completa, degli eventi geologicamente recenti del pianeta. Difatti rimangono documentati meglio nel tardo Amazzoniano.

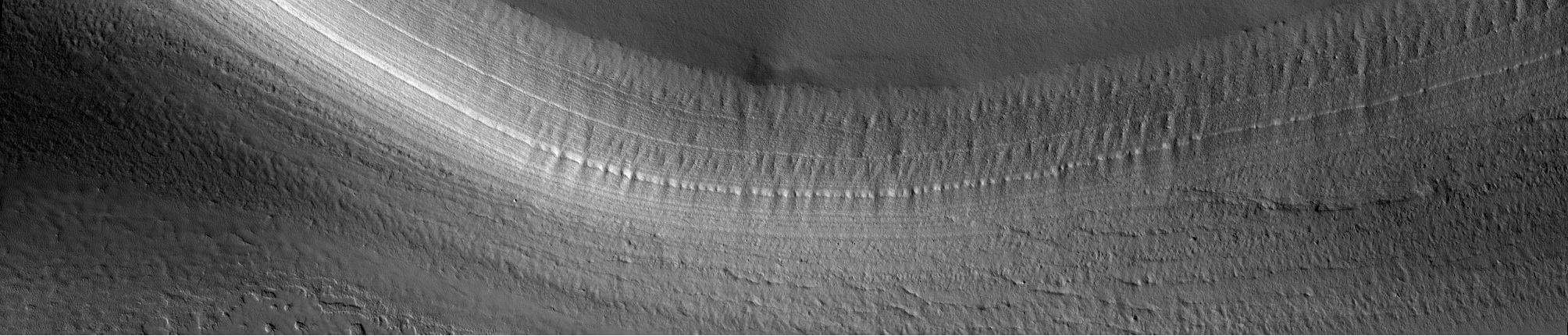
Ghiaccio stratificato in prossimità del polo sud marziano come mostrato dalle riprese effettuata con HiRISE il 10 agosto 2011. Così come avviene sulla Terra, la calotta glaciale meridionale di Marte mostra una stratificazione, tanto che gli scienziati definiscono i depositi, come stratificati del Polo Sud. Gli strati di ghiaccio contengono informazioni sui climi passati di Marte per cui decifrare queste registrazioni è stato per decenni uno degli obiettivi principali degli studi sul pianeta. Questo pendio, vicino al bordo della calotta glaciale meridionale, mostra gli strati interni che hanno registrato questo record climatici.

La copertura settentrionale è formata da un deposito approssimativamente centrato sul polo con spessori che raggiungono i 3 km, sopra le pianure circostanti di Vastitas Borealis. I conteggi dei crateri indicano che l'età media della superficie è dell'ordine di 100 000 anni. La parte superiore dei depositi può estendersi fino agli 80° di latitudine nord; sono circondati da un vasto campo di dune sabbiose, in alcuni punti ricche di gesso la cui fonte potrebbe derivare dai depositi di base di età incerta. Le prospezioni radar e le immagini riprese dagli orbiter mostrano che le sottili stratificazioni della parte superiore dei depositi polari settentrionali possono essere seguite a grandi distanze per tutta l'intera copertura.
I depositi polari meridionali risultano essere più complessi. Lo spessore maggiore della copertura è pari a 3 km. Coincide con la parte centrale posta a circa 5° dal polo geografico ed è in parte circondato da depositi più sottili stratificati e antichi, che si estendono a diversi gradi di latitudine inferiore. Ad esempio possiamo trovare esposto il deposito (in realtà un'unità geologica) molto più vecchio, denominato Dorsa Argentea Formation. Non è comunque possibile inferire sempre l'età. Cavi Angusti, adiacente a Planum Australe, presenta modifiche morfologiche date da pozzi e depressioni coalescenti che potrebbero essere il risultato della rimozione del ghiaccio da parte della sublimazione e del criovulcanismo oppure anche da attività vulcanica.
Il conteggio dei crateri posti sulla superficie centrale indicano un'età dell'ordine dei 10 000 000 anni. La differenza di tempo dalla copertura settentrionale potrebbe dipendere dalle diversità nella persistenza del limite di CO2 residuo nei due poli.
La formazione della stratificazione è stata a lungo attribuita ad accumuli di polvere e ghiaccio modulato dai moti orbitali e rotazionali di Marte; questa è ancora la teoria prevalente. Gli strati riflettenti più deboli alle onde radar, rilevati dallo strumento SHARAD, indicherebbero un contenuto appena al 2% di polvere mentre il resto potrebbe essere ghiaccio; i riflettori più forti indicherebbero invece contenuti fino al 30% di polvere.
Le variazioni di obliquità potrebbero influenzare la deposizione e la rimozione di ghiaccio ai poli e l'incidenza delle tempeste di sabbia e quindi la deposizione di polvere. Mentre sono stati fatti tentativi di correlare strati specifici con recenti variazioni di obliquità, le correlazioni rimarranno incerte fino a quando non saranno disponibili campioni per la datazione. Tuttavia, la stratificazione sembra riflettere eventi geologicamente recenti, sebbene esista un'incertezza sul fatto che l'intero deposito glaciale polare settentrionale venga perso durante i periodi di maggiore obliquità o se alcune parti più antiche possono rimanere protette al di sotto la superficie, per effetto di un ritardo della sublimazione. L'assenza di una registrazione più vecchia è coerente con l'interpretazione che viene portata per le molte caratteristiche morfologiche presenti alle medie latitudini: sono il risultato della rimozione del ghiaccio ad alte latitudini e deposte a latitudini inferiori durante i periodi di alta obliquità.
Quale che sia l'evoluzione dei poli, l'accumulo e la rimozione dei depositi stratificati polari si sono probabilmente verificati ripetutamente nel corso della storia del pianeta. Il risultato è che al polo nord abbiamo solo record recenti, ma parziali registrazioni di depositi più antichi possono, forse, essere conservati nell'emisfero meridionale.

### L'attività fluviale
Sebbene il periodo principale della formazione dei canali di deflusso fosse terminata alla fine dell'Esperiano, sono stati individuati alcuni probabili canali più giovani, appartenenti all'amazzoniano. In Tharsis, i giovani canali di deflusso sono associati alle Olympica Fossae con una serie di fratture innominate adiacenti alla parete sud-est dell'Olympus Mons. I più importanti esempi di canali di deflusso sono l'Athabasca, Grjota, Rahway e Marte Vallis nel settore sudorientale di Elysium. Questi presentano crateri da impatto che forniscono un'età che va dai 2 ai 140 milioni di anni fa e alcune pianure, tagliate,  con età dei crateri di 10 milioni di anni fa. Tutti i canali di deflusso presenti sia a Tharsis sia in Elysium, iniziano da fessure per faglie. Se fossero effettivamente di origine fluviale, ciò implicherebbe che almeno in questi luoghi l'acqua liquida è presente in profondità, sotto la criosfera, e può venire emessa in superficie per attività tettonica o eventi di posizionamento di blocchi, effetti da agenti che agiscono anche oggi.
Sono state rilevate pochissime reti vallive dell'Amazzoniano. Canali insolitamente giovani si trovano a Melas Chasma e a ovest dell'estremità sud di Echus Chasma. Qui i terreni sezionati sono del tardo Esperiano (da 2,9 a 3.4 miliardi di anni) mentre le valli potrebbero essere dell'ultimo periodo. Analogamente alcune valli, di origine non chiara, sui fianchi di vulcani densamente sezionati come Hecates potrebbe essere dell'Amazzoniano. Le reti vallive inequivocabilmente più importanti sono presenti in Alba Patera. Alcune di queste reti mostrano una gerarchia che assomiglia a quella prodotta dai sistemi fluviali terrestri ma intervallati tra tali reti sono presenti canali chiaramente formati dalla lava, in modo che il ruolo delle precipitazioni di acqua nel formare queste valli rimane incerto. Se dati dalla precipitazione, una possibilità è che si siano formati per disgelo dei depositi di ghiaccio accumulato durante periodi di elevata obliquità. Altre possibili valli dell'Amazzoniano possono aversi a livello locale, come in Lyot.
I gullies sono di gran lunga le caratteristiche più comuni dell'Amazzoniano. Di solito sono costituiti da un arco superiore a forma di alcova che si assottiglia verso a parte terminale per convergere su uno o più canali che si estendono ulteriormente verso il basso, a terminare in un fan di detriti. Sono per lo più larghi dall'ordine dei metri alla decine di metri, con centinaia di metri di lunghezza, e sono comuni sui pendii ripidi nelle fasce di latitudine attorno ai 30°–60°, in particolare nell'emisfero meridionale, dove si riscontrano su pendii rivolti verso il polo, almeno alle latitudini tra i 30° e i 45°. La loro origine è controversa. Sebbene inizialmente attribuito a infiltrazioni di acque sotterranee, questa ora sembra improbabile data la probabile criosfera spessa durante gran parte dell'Amazzoniano e la comune presenza di calanchi a luoghi in cui l'acqua sotterranea è improbabile, come sui pendii intorno ai mesas, picchi centrali e alle creste del bordo dei crateri. La perdita di massa a secco potrebbe contribuire alla loro formazione, ma anche questo sembra improbabile perché molti dei gullies tagliano sporgenze rocciose. Azioni dell'erosione del vento o di scorrimento del ghiaccio sembrano essere escluse dalla loro genesi, mentre l'erosione da biossido di carbonio liquida o gassosa sembra esclusa dalle relazioni di stabilità dell'elemento. Tutti gli attributi morfologici sono coerenti con l'erosione idrica, per questo vi è ampio consenso sulla loro origine, sebbene continui il dibattito sulla quantità di acqua coinvolti e il suo ruolo nell'effettiva nell'erosione e nella deposizione. Negli altopiani meridionali poste a latitudini medie, dove la maggior parte dei gullies si presentano nei fianchi dei canali, le temperature estive medie giornaliere possono variare dai 220 K ai 230 K mantenendo le pressioni superficiali inferiori al punto triplo dell'acqua. Sebbene l'acqua liquida possa temporaneamente esistere in tali condizioni, particolarmente in presenza di sali, l'accumulo di sufficiente liquido per portare in erosione parte dei canali è improbabile, e sebbene depositi chiari di nuova formazione associati a pendii dei burroni sono stati attribuiti all'acqua liquida, un'alternativa plausibile è che questi depositi siano semplicemente valanghe di polvere. I canaloni più probabilmente deriverebbero dalla temporanea presenza di acqua prodotta dalla fusione di neve e ghiaccio depositati alle medie latitudini nei periodi di alta obliquità. Tale origine è supportata da studi di modellazione, da osservazioni delle associazioni dei calanchi con giovanissimi depositi glaciali che sono anche i siti dell'attuale accumulo di ghiaccio d'acqua e dalle osservazioni di canali che emergono da sotto quelli che sembrano essere depositi di ghiaccio su pendii ripidi.
L'età dei gullies non può essere facilmente determinata a causa della loro ridotta area, ma studi recenti hanno potuto collegarne l'attività a marcatori stratigrafici più diffusi (dune, ejecta) le cui età suggeriscono che essi erano attivi nel recentissimo passato geologico, coerente con la loro formazione per lo scioglimento di coperture ricca di ghiaccio in dipendenza della latitudine.
L'attività fluviale negli ultimi 3 miliardi di anni della storia di Marte è stata minore ai periodi precedenti, e limitata principalmente a rare eruzioni di falde acquifere, molto rare formazioni di reti vallive e di gullies in pendii ripidi, variabili in range di latitudine, probabilmente dallo scioglimento del ghiaccio durante i periodi di maggiore obliquità.

### Processo eolico
Gli effetti del processo eolico, il vento, sono pervasivi. Le dune sono quasi presenti in ogni immagine della superficie del pianeta. Tuttavia la conservazione delle trame primarie sui flussi vulcanici e degli ejecta da impatto meteorico, suggerisce che l'erosione superficiale della roccia primaria prodotta dal vento è stata banale e che l'effetto principale prodotto dal vento è stato quello di rielaborare i materiali frammentati poco coerenti.
Superfici incise, crateri a piedistallo, accumuli di crateri, dune e spessi depositi, come nella formazione di Medusae Fossae, con superfici scanalate e yardang sono la prova del continuo movimento di materiale sciolto sulla superficie di Marte. I detriti frammentari, principalmente formati da sabbie basaltiche e solfati, è probabilmente di origine diversa, frutto di una varietà di processi come l'impatto di corpi, il vulcanismo, l'erosione da agenti atmosferici e l'evaporazione con accumulo e erosione avvenuta per buona parte della storia del pianeta.

### I depositi di copertura
Marte presenta anche estesi depositi segnati nella carta al 20.000.000 della USGS, come terreni di copertura. Vengono ricomprese frane e crolli come quelle avvenute nella Valles Marineris e che probabilmente si sono prolungate per tutto l'Amazzoniano. Tra i materiali di copertura vengono considerati anche i terreni di Transizione dell'Amazzoniano e dell'Esperiano che hanno continuato ad accumularsi durante tutto l'ultimo periodo grazie alla deposizione per ricaduta vulcanica in aria e la rielaborazione eolica.

## Epoche
Attualmente l'Amazzoniano è suddiviso in tre epoche: inferiore, medio e superiore (oppure, ma comunque uguale, basso, medio e alto). Nella carta al 20.000.000 della USGS, rilasciata nel 2014, vengono riportate le età del limite inferiore indicate da Michael del 2013, basate sui sistemi di cronologia di Hartmann (2004 iterazion) e Neukum (2001), derivati dalle densità di craterizzazione di riferimento ricavate da Tanaka (1986) come aggiornate da Werner e Tanaka nel 2011.
|                       | Michael (2013)   | Michael (2013)               |
| Inizio delle epoche   | Da Neukum (2001) | Da Hartmann (2004 iteration) |
| --------------------- | ---------------- | ---------------------------- |
| Amazzoniano superiore | 0,328            | 0,274                        |
| Amazzoniano medio     | 1,23             | 1,03                         |
| Amazzoniano inferiore | 3,37             | 3,24                         |

### Amazzoniano inferiore
È la prima epoca dell'Amazzoniano. Una modesta tettonica ha accompagnato le aree in cui il vulcanismo e la sedimentazione sembrano aver contribuito al carico crostale locale. A nordest di Alba Mons, le estensioni più settentrionali di stretti grabens densamente allineati, tendono a sezionare l'unità di pianura dell'alto Esperiano. Il sistema generale di faglie che deforma la struttura potrebbe essere il risultato di una rottura regionale indotta dall'hotspot, producendo il galleggiamento dello scudo di Alba Mons. con direzioni nordovest-sudest e anche locali. Inoltre sollecitazioni per taglio gravitazionale derivanti dall'immenso scudo potrebbero aver causato il diffondersi delle faglie anche verso le pianure settentrionali, prima della costruzione della sommità dell'edificio. A nord-ovest del monte, creste corrugate orientate lungo la circonferenza del vulcano potrebbero essersi formate in risposta al carico litosferico imposto dalla crescita dello scudo e dal carico complessivo del bulge di Tharsis. Allo stesso modo le creste corrugate associate a Utopia planitia e Isidis planitia, potrebbero derivare dal sovraccarico per posizionamento dei depositi vulcanici, di pianura e di bacino, e forse per i terreni di transizione tra pianure e altopiani precedentemente deposti; la deformazione potrebbe essere iniziata nell'Esperiano (o addirittura nel Noachiano) e continuata sino alla prima epoca dell'Amazzoniano. Sono venuti a formarsi anche i bacini di impatto di Galle e Lyot, ciascuno di circa 220 km di diametro.

### Amazzoniano medio
È la seconda epoca dell'Amazzoniano. L'epoca si colloca nel mezzo del periodo basandosi sulle relazioni di sovrapposizione tra depositi adiacenti alle aree e sul conteggio dei crateri. I terreni che la rappresentano ricoprivano precedentemente buona parte delle pianure settentrionali, ma questi sembrano essere stati rimossi, come testimoniato dagli estesi tumuli e le mesas entrambi sormontati da crateri rimanenti, comunemente denominati crateri piedistallo.
Altrove, l'attività geologica dell'Amazzoniano medio include la prosecuzione del vulcanismo, ridotto alle sole regioni di Tharsis ed Elysium e forse nella zona di transizione degli altopiani che caratterizzano l'emisfero meridionale, nello sviluppo dei sedimenti di copertura presso Olympus Mons e Valles Marineris e lungo la fascia di transizione altopiano-pianura. Non sono state trovate prove di tettonica se non in maniera scarsa.

### Amazzoniano superiore
È l'ultima epoca dell'Amazzoniano. Questa include una copertura sostanziale delle parti basse di Amazonis Planitia da colate laviche scarsamente craterizzate provenienti a sud-ovest di Olympus Mons e campi di flusso vulcanico posti a sud e a est di Elysium, emessi da Cerberus Fossae. Parte di quest'ultimi raggiungono Amazonis Planitia e Arcadia Planitia, dove si sovrappongono ai flussi vulcanici più antichi così come ai terreni di transizione e di pianura. Come depositi vulcanici ritroviamo anche i campi vulcanici composti da gruppi di piccoli scudi basaltici, linee fessurali di emissione di flussi lavici presenti nelle parti centrali di Tharsis e nei pressi di Cerberus Fossae, comunemente lungo raggruppamenti di graben. In genere le forme tettoniche (come graben e creste corrugate) sono limitate alle regioni vulcaniche seguendo pattern di deformazione precedentemente impostati e quindi più antichi. Tra i depositi del tardo Amazzoniano possiamo ricordare quelli polari a loro volta sovrastati dai ghiacci residui di calotta formati, da anidride carbonica posti al di sopra di ghiaccio di acqua. Presente a livello globale si ritrovano le dune di sabbia con estesi cumuli a circondare Planum Boreum, oppure a formare zone dunali e depositi glaciali come quelli presenti lungo i fianchi da ovest a nord-ovest dei Monti Tharsis e Olympus Mons. In particolare questi depositi vengono interpretati essere morene di caduta prodotte da ghiacciai a base fredda.